# Mistrzostwa Świata Juniorów w Narciarstwie Klasycznym 2010
Mistrzostwa Świata Juniorów w Narciarstwie Klasycznym 2010 – zawody sportowe, które odbyły się w dniach 24 – 31 stycznia w niemieckim kurorcie Hinterzarten. Podczas mistrzostw zawodnicy rywalizowali w 20 konkurencjach w trzech dyscyplinach klasycznych: skokach narciarskich, biegach narciarskich i w kombinacji norweskiej. W tabeli medalowej zwyciężyła Norwegia, która zdobyła także najwięcej medali, 20, w tym 8 złotych, 7 srebrnych i 5 brązowych.
Skoki odbyły się na obiekcie Adlerschanze, a biegi rozegrano na trasach Nordic Center Notschrei. Piosenką mistrzostw była Ja, so fahren wir Ski.

## Program
24 stycznia
- Ceremonia otwarcia

25 stycznia
- Biegi narciarskie – sprint (M/K)

26 stycznia
- Biegi narciarskie (U 23) – sprint (M/K)

27 stycznia
- Biegi narciarskie – 5 kilometrów (K), 10 kilometrów (M)
- Kombinacja norweska – skocznia normalna, 5 kilometrów indywidualnie (M)

28 stycznia
- Biegi narciarskie (U 23) – 10 kilometrów (K), 15 kilometrów (M)
- Skoki narciarskie – skocznia normalna indywidualnie (M)

29 stycznia
- Biegi narciarskie – 2x5 kilometrów (K), 2x10 kilometrów (M)
- Skoki narciarskie – skocznia normalna indywidualnie (K)
- Kombinacja norweska – skocznia normalna, 10 kilometrów indywidualnie (M)

30 stycznia
- Biegi narciarskie (U 23) – 2x7,5 kilometrów (K), 2x15 kilometrów (M)
- Skoki narciarskie – skocznia normalna drużynowo (M)

31 stycznia
- Biegi narciarskie – sztafeta 4x3,3 kilometrów (K), 4x5 kilometrów (M)
- Kombinacja norweska – skocznia normalna, 5 kilometrów drużynowo (M)
- Ceremonia zamknięcia

## Medaliści

### Biegi narciarskie – juniorzy
Mężczyźni
| Konkurencja                      | Data             | Złoto                                                                    | Srebro                                                                     | Brąz                                                           |
| -------------------------------- | ---------------- | ------------------------------------------------------------------------ | -------------------------------------------------------------------------- | -------------------------------------------------------------- |
| Sprint techniką dowolną          | 25 stycznia 2010 | Tomas Northug                                                            | Pål Golberg                                                                | Federico Pellegrino                                            |
| Bieg na 10 km techniką klasyczną | 27 stycznia 2010 | Pål Golberg                                                              | Jewgienij Biełow                                                           | Piotr Siedow                                                   |
| Bieg łączony na 20 km            | 29 stycznia 2010 | Piotr Siedow                                                             | Petrică Hogiu                                                              | Finn Hågen Krogh                                               |
| Bieg sztafetowy 4x5 km           | 31 stycznia 2010 | Norwegia Didrik Tønseth · Pål Golberg · Tomas Northug · Finn Hågen Krogh | Rosja Gleb Rietiwych · Jewgienij Biełow · Aleksiej Wisienko · Piotr Siedow | Niemcy Thomas Wick · Lucas Bögl · Hannes Dotzler · Thomas Bing |

Kobiety
| Konkurencja                     | Data             | Złoto                                                                            | Srebro                                                                               | Brąz                                                                   |
| ------------------------------- | ---------------- | -------------------------------------------------------------------------------- | ------------------------------------------------------------------------------------ | ---------------------------------------------------------------------- |
| Sprint techniką dowolną         | 25 stycznia 2010 | Hanna Brodin                                                                     | Ingvild Flugstad Østberg                                                             | Kari Øyre Slind                                                        |
| Bieg na 5 km techniką klasyczną | 27 stycznia 2010 | Krista Lähteenmäki                                                               | Ingvild Flugstad Østberg                                                             | Hanna Brodin                                                           |
| Bieg łączony na 10 km           | 29 stycznia 2010 | Ingvild Flugstad Østberg                                                         | Heidi Weng                                                                           | Tuva Toftdahl Staver                                                   |
| Bieg sztafetowy 4x3,3 km        | 31 stycznia 2010 | Norwegia Kari Øyre Slind · Heidi Weng · Tuva Toftdahl · Ingvild Flugstad Østberg | Finlandia Maria Grundvall · Marjaana Pitkänen · Tanja Kauppinen · Krista Lähteenmäki | Szwecja Maria Nordström · Lisa Larsen · Madelaine Thorn · Hanna Brodin |

### Biegi narciarskie – U 23
Mężczyźni
| Konkurencja                      | Data             | Złoto                  | Srebro            | Brąz                 |
| -------------------------------- | ---------------- | ---------------------- | ----------------- | -------------------- |
| Sprint techniką dowolną          | 26 stycznia 2010 | Ole-Marius Bach        | Martin Jäger      | Andriej Parfionow    |
| Bieg na 15 km techniką klasyczną | 28 stycznia 2010 | Władisław Skobielew    | Stanisław Pierlak | Giennadij Matwijenko |
| Bieg łączony na 30 km            | 30 stycznia 2010 | Paul Constantin Pepene | Ole-Marius Bach   | Andreas Katz         |

Kobiety
| Konkurencja                      | Data             | Złoto             | Srebro            | Brąz                    |
| -------------------------------- | ---------------- | ----------------- | ----------------- | ----------------------- |
| Sprint techniką dowolną          | 26 stycznia 2010 | Mari Laukkanen    | Denise Herrmann   | Kathrine Rolsted Harsem |
| Bieg na 10 km techniką klasyczną | 28 stycznia 2010 | Kerttu Niskanen   | Alewtina Tanygina | Swietłana Nikołajewa    |
| Bieg łączony na 15 km            | 30 stycznia 2010 | Astrid Øyre Slind | Hilde Lauvhaug    | Swietłana Nikołajewa    |

### Skoki narciarskie
Mężczyźni
| Konkurencja                       | Data             | Złoto                                                                         | Srebro                                                              | Brąz                                                              |
| --------------------------------- | ---------------- | ----------------------------------------------------------------------------- | ------------------------------------------------------------------- | ----------------------------------------------------------------- |
| Skocznia normalna – indywidualnie | 28 stycznia 2010 | Michael Hayböck                                                               | Peter Prevc                                                         | Diego Dellasega                                                   |
| Skocznia normalna – drużynowo     | 30 stycznia 2010 | Austria Mario Innauer · Lukas Müller · Florian Schabereiter · Michael Hayböck | Niemcy Felix Schoft · Stephan Leyhe · Tobias Bogner · Pascal Bodmer | Słowenia Matic Kramaršič · Dejan Judež · Jaka Hvala · Peter Prevc |

Kobiety
| Konkurencja                       | Data             | Złoto             | Srebro        | Brąz              |
| --------------------------------- | ---------------- | ----------------- | ------------- | ----------------- |
| Skocznia normalna – indywidualnie | 30 stycznia 2010 | Elena Runggaldier | Coline Mattel | Sarah Hendrickson |

### Kombinacja norweska
Mężczyźni
| Konkurencja                                      | Data             | Złoto                                                                    | Srebro                                                                                        | Brąz                                                                   |
| ------------------------------------------------ | ---------------- | ------------------------------------------------------------------------ | --------------------------------------------------------------------------------------------- | ---------------------------------------------------------------------- |
| Skocznia normalna, bieg na 5 km – indywidualnie  | 27 stycznia 2010 | Junshirō Kobayashi                                                       | Marjan Jelenko                                                                                | Janis Morweiser                                                        |
| Skocznia normalna, bieg na 10 km – indywidualnie | 29 stycznia 2010 | Ole Christian Wendel                                                     | Janis Morweiser                                                                               | Gudmund Storlien                                                       |
| Skocznia normalna, bieg na 4x5 km – drużynowo    | 31 stycznia 2010 | Niemcy Johannes Firn · Janis Morweiser · Johannes Rydzek · Fabian Rießle | Norwegia Truls Sønstehagen Johansen · Jørgen Gråbak · Gudmund Storlien · Ole Christian Wendel | Słowenia Marjan Jelenko · Jože Kamenik · Matič Plaznik · Gašper Berlot |

## Państwa uczestniczące
| - Austria - Białoruś - Bułgaria - Kanada - Chorwacja - Czechy - Finlandia - Francja - Niemcy - Węgry | - Włochy - Japonia - Korea Południowa - Holandia - Norwegia - Polska - Rosja - Słowenia - Szwajcaria - Słowacja | - Szwecja - Turcja - Ukraina - Stany Zjednoczone - Algieria - Armenia - Australia - Belgia - Dania - Estonia | - Wielka Brytania - Grecja - Irlandia - Kazachstan - Łotwa - Liechtenstein - Litwa - Nowa Zelandia - Rumunia - Hiszpania |

## Polska
Biegi narciarskie juniorzy
| Zawodnik            | Konkurencja                     | Wyścig  | Wyścig  |
| Zawodnik            | Konkurencja                     | Wynik   | Miejsce |
| ------------------- | ------------------------------- | ------- | ------- |
| Ewelina Marcisz     | Sprint techniką dowolną         | 3:07.77 | 41.     |
| Ewelina Marcisz     | Bieg na 5 km techniką klasyczną | 15:09.5 | 39.     |
| Ewelina Marcisz     | Bieg łączony na 2x5 km          | 32:39.9 | 15.     |
| Anna Słowiok        | Sprint techniką dowolną         | 3:12.33 | 52.     |
| Anna Słowiok        | Bieg na 5 km techniką klasyczną | 15:50.2 | 61.     |
| Anna Słowiok        | Bieg łączony na 2x5 km          | 34:59.9 | 49.     |
| Magdalena Kozielska | Sprint techniką dowolną         | 3:15.17 | 60.     |
| Magdalena Kozielska | Bieg na 5 km techniką klasyczną | 15:35.2 | 55.     |
| Magdalena Kozielska | Bieg łączony na 2x5 km          | 34:16.0 | 37.     |
| Justyna Mordarska   | Sprint techniką dowolną         | 3:23.14 | 72.     |
| Justyna Mordarska   | Bieg na 5 km techniką klasyczną | 15:48.9 | 57.     |
| Justyna Mordarska   | Bieg łączony na 2x5 km          | 34:39.7 | 43.     |
| Ewelina Marcisz     | Bieg sztafetowy – 4x3,3 km      | 11:14.9 | 11.     |
| Anna Słowiok        | Bieg sztafetowy – 4x3,3 km      | 11:25.4 | 11.     |
| Magdalena Kozielska | Bieg sztafetowy – 4x3,3 km      | 10:42.8 | 11.     |
| Justyna Mordarska   | Bieg sztafetowy – 4x3,3 km      | 11:03.5 | 11.     |

| Zawodnik          | Konkurencja                      | Wyścig    | Wyścig  |
| Zawodnik          | Konkurencja                      | Wynik     | Miejsce |
| ----------------- | -------------------------------- | --------- | ------- |
| Sebastian Gazurek | Sprint techniką dowolną          | 26:53.0   | 67.     |
| Sebastian Gazurek | Bieg na 10 km techniką klasyczną | 15:48.9   | 57.     |
| Sebastian Gazurek | Bieg łączony na 2x10 km          | 1:01:40.5 | 48.     |
| Marcin Rzeszotko  | Sprint techniką dowolną          | 2:46.11   | 69.     |
| Marcin Rzeszotko  | Bieg na 10 km techniką klasyczną | 27:06.0   | 74.     |
| Marcin Rzeszotko  | Bieg łączony na 2x10 km          | 1:01:30.8 | 45.     |
| Tomasz Kaczmarzyk | Sprint techniką dowolną          | 2:47.00   | 75.     |
| Tomasz Kaczmarzyk | Bieg na 10 km techniką klasyczną | 29:19.8   | 100.    |
| Janusz Zając      | Sprint techniką dowolną          | 2:49.47   | 82.     |
| Janusz Zając      | Bieg na 10 km techniką klasyczną | 28:26.1   | 91.     |
| Janusz Zając      | Bieg łączony na 2x10 km          | 1:06:03.1 | 76.     |
| Mateusz Ligocki   | Bieg łączony na 2x10 km          | 1:01:09.8 | 40.     |
| Sebastian Gazurek | Bieg sztafetowy – 4x5 km         | 14:35.2   | 14.     |
| Mateusz Ligocki   | Bieg sztafetowy – 4x5 km         | 14:35.0   | 14.     |
| Marcin Rzeszotko  | Bieg sztafetowy – 4x5 km         | 14:19.8   | 14.     |
| Tomasz Kaczmarzyk | Bieg sztafetowy – 4x5 km         | 14:02.2   | 14.     |

Biegi narciarskie U-23
| Zawodnik         | Konkurencja                      | Wyścig  | Wyścig  |
| Zawodnik         | Konkurencja                      | Wynik   | Miejsce |
| ---------------- | -------------------------------- | ------- | ------- |
| Marcela Marcisz  | Sprint techniką dowolną          | 2:53.63 | 22.     |
| Marcela Marcisz  | Bieg na 10 km techniką klasyczną | 34:26.0 | 44.     |
| Martyna Galewicz | Sprint techniką dowolną          | 3:02.09 | 36.     |
| Martyna Galewicz | Bieg na 10 km techniką klasyczną | 34:24.8 | 43.     |
| Martyna Galewicz | Bieg łączony na 2x7,5 km         | 47:41.4 | 22.     |

Biegi narciarskie U-23
| Zawodnik         | Konkurencja                      | Wyścig    | Wyścig  |
| Zawodnik         | Konkurencja                      | Wynik     | Miejsce |
| ---------------- | -------------------------------- | --------- | ------- |
| Mariusz Michałek | Sprint techniką dowolną          | 2:33.80   | 49.     |
| Mariusz Michałek | Bieg na 15 km techniką klasyczną | 39:57.6   | 28.     |
| Mariusz Michałek | Bieg łączony na 2x15 km          | 1:26:43.5 | 20.     |
| Krzysztof Stec   | Sprint techniką dowolną          | 2:34.05   | 50.     |
| Krzysztof Stec   | Bieg na 15 km techniką klasyczną | 40:18.4   | 32.     |
| Krzysztof Stec   | Bieg łączony na 2x15 km          | 1:28:15.0 | 35.     |

Skoki narciarskie
| Zawodnik         | Konkurencja                           | Wyścig           | Wyścig  |
| Zawodnik         | Konkurencja                           | Wynik            | Miejsce |
| ---------------- | ------------------------------------- | ---------------- | ------- |
| Grzegorz Miętus  | Skocznia normalna – indywidualnie     | 99.5 m ; 91.5 m  | 22.     |
| Krzysztof Miętus | Skocznia normalna – indywidualnie     | 97.0 m ; 94.0 m  | 24.     |
| Klemens Murańka  | Skocznia normalna – indywidualnie     | 94.0 m ; 95.5 m  | 26.     |
| Dawid Kubacki    | Skocznia normalna – indywidualnie     | 92.5 m           | 31.     |
| Grzegorz Miętus  | Skocznia normalna – konkurs drużynowy | 102.0 m ; 97.0 m | 5.      |
| Klemens Murańka  | Skocznia normalna – konkurs drużynowy | 97.0 m ; 96.0 m  | 5.      |
| Krzysztof Miętus | Skocznia normalna – konkurs drużynowy | 96.5 m ; 93.5 m  | 5.      |
| Dawid Kubacki    | Skocznia normalna – konkurs drużynowy | 91.0 m ; 94.5 m  | 5.      |

Kombinacja norweska
| Zawodnik          | Konkurencja                                         | Wyścig            | Wyścig  |
| Zawodnik          | Konkurencja                                         | Wynik             | Miejsce |
| ----------------- | --------------------------------------------------- | ----------------- | ------- |
| Paweł Słowiok     | Skocznia normalna, bieg na 5 km indywidualnie       | 98.0 m ; 12:06.7  | 6.      |
| Adam Cieślar      | Skocznia normalna, bieg na 5 km indywidualnie       | 98.5 m ; 12:16.2  | 7.      |
| Andrzej Gąsienica | Skocznia normalna, bieg na 5 km indywidualnie       | 95.5 m ; 12:54.3  | 26.     |
| Stanisław Biela   | Skocznia normalna, bieg na 5 km indywidualnie       | 85.0 m ; 12:56.5  | 45.     |
| Paweł Słowiok     | Skocznia normalna, bieg na 10 km indywidualnie      | 95.5 m ; 30:02.1  | 12.     |
| Adam Cieślar      | Skocznia normalna, bieg na 10 km indywidualnie      | 93.0 m ; 29:43.8  | 13.     |
| Stanisław Biela   | Skocznia normalna, bieg na 10 km indywidualnie      | 85.5 m ; DNS      |         |
| Andrzej Gąsienica | Skocznia normalna, bieg na 10 km indywidualnie      | 85.0 m ; DNS      |         |
| Paweł Słowiok     | Skocznia normalna, bieg na 4x5 km konkurs drużynowy | 96.5 m ; 13:33.1  | 5.      |
| Adam Cieślar      | Skocznia normalna, bieg na 4x5 km konkurs drużynowy | 101.0 m ; 13:15.5 | 5.      |
| Stanisław Biela   | Skocznia normalna, bieg na 4x5 km konkurs drużynowy | 91.5 m ; 14:05.4  | 5.      |
| Andrzej Gąsienica | Skocznia normalna, bieg na 4x5 km konkurs drużynowy | 96.5 m ; 14:12.7  | 5.      |

## Tabela medalowa
| Klasyfikacja medalowa | Klasyfikacja medalowa | Klasyfikacja medalowa | Klasyfikacja medalowa | Klasyfikacja medalowa | Klasyfikacja medalowa |
| Lp.                   | Państwo               | złoto                 | srebro                | brąz                  | złoto · srebro · brąz |
| --------------------- | --------------------- | --------------------- | --------------------- | --------------------- | --------------------- |
| 1.                    | Norwegia              | 8                     | 7                     | 5                     | 20                    |
| 2.                    | Finlandia             | 3                     | 1                     | 0                     | 4                     |
| 3.                    | Rosja                 | 2                     | 4                     | 4                     | 10                    |
| 4.                    | Austria               | 2                     | 0                     | 0                     | 2                     |
| 5.                    | Niemcy                | 1                     | 3                     | 3                     | 7                     |
| 6.                    | Rumunia               | 1                     | 1                     | 0                     | 2                     |
| 7.                    | Szwecja               | 1                     | 0                     | 2                     | 3                     |
| 7.                    | Włochy                | 1                     | 0                     | 2                     | 3                     |
| 9.                    | Japonia               | 1                     | 0                     | 0                     | 1                     |
| 10.                   | Słowenia              | 0                     | 2                     | 2                     | 4                     |
| 11.                   | Francja               | 0                     | 1                     | 0                     | 1                     |
| 11.                   | Szwajcaria            | 0                     | 1                     | 0                     | 1                     |
| 13.                   | Kazachstan            | 0                     | 0                     | 1                     | 1                     |
| 13.                   | Stany Zjednoczone     | 0                     | 0                     | 1                     | 1                     |